# Koninklijke De Kuyper
Koninklijke De Kuyper is een Nederlands producent en verkoper van alcoholhoudende dranken. De Kuyper is 's werelds grootste cocktaillikeurenmerk en verkoopt op jaarbasis meer dan 60 miljoen flessen.

## Geschiedenis
Het bedrijf is in 1695 opgericht bij het huwelijk van Petrus de Kuyper, zoon van de stamvader van het deels adellijke geslacht De Kuijper, en Anna Custers. De huidige eigenaren zijn rechtstreekse afstammelingen van dit echtpaar. In 1729 verhuisde de onderneming naar Rotterdam. Er werd daarnaast een branderij gekocht in Schiedam, het toenmalige centrum van de jeneverfabricage.
De Kuyper was geheel op export gericht. Slechts kleine hoeveelheden werden via 'den looper' verkocht. In 1827 was de firma Matthew Clark & Sons in Londen een zeer belangrijke afnemer, niet alleen voor Engeland, maar ook voor de Engelse koloniën waaronder Canada.
In 1910 bouwde de firma De Kuyper op het in 1893 aangekochte terrein in Schiedam een nieuwe distilleerderij, die een jaar later kon worden betrokken.
Rond 1920 werd begonnen met de productie van likeuren. In de jaren dertig maakte De Kuyper bijna twintig soorten likeuren, waaronder apricot brandy, cherry brandy, triple sec en crème de menthe. Op jenevergebied werd eveneens aan vernieuwing van het assortiment gewerkt. Zo ging de citroenjenever naast de 'oude' jenever en de 'jenever' een steeds belangrijkere plaats innemen. In de jaren twintig probeerde de firma eveneens entree op de binnenlandse markt te krijgen door deelname aan beurzen, inzet van vertegenwoordigers en advertenties. In de advertenties voor de Nederlandse markt legde De Kuyper de nadruk op de consumptie van jenever en likeuren in de huiselijke kring.
Op 3 november 1932 sloten De Kuyper en Meager Bros & Co een overeenkomst inzake productie en verkoop van jenever voor de Canadese markt. Beide partijen besloten een eigen branderij in Canada te bouwen, waarover Henry De Kuyper de leiding kreeg. Nog voor het drankverbod werd opgeheven, sloot De Kuyper een overeenkomst met National Distillers Products Corp. te New York, over de verkoop van De Kuyper producten en het gezamenlijk opzetten van een productie-eenheid in New Jersey. In 1986 wordt een overeenkomst gesloten met Jim Beam waardoor de producten van De Kuyper onder licentie door Jim Beam geproduceerd zullen worden in de Verenigde Staten.

## Productieproces
In de distilleerderij in Schiedam produceert De Kuyper de extracten en distillaten. De grondstoffen daarvoor komen uit de hele wereld. Vers of gedroogd fruit wordt enkele weken op alcohol gelegd om er smaakstoffen aan te onttrekken. Dit heet extraheren. Datzelfde gebeurt met andere ingrediënten, zoals koffie, cacao, vanille, kruidnagel en kaneel. Bij het distilleren worden grondstoffen samen met alcohol in de distilleerketel gestookt. Zo worden aroma’s gewonnen uit bijvoorbeeld citroenlinten, zaden en sinaasappelolie.
Naast deze extracten en distillaten bestaan likeuren uit diverse grondstoffen. Voor het eindproduct wordt aan elke likeur suikersiroop toegevoegd. De verzamelnaam voor de likeuren is sinds 1920 Range Likeuren. Het betreft likeuren met fruitsmaak, kruidensmaak of dropsmaak. In 2014 produceerde het bedrijf ruim veertig verschillende smaken.

## Predicaat Koninklijk
Bij gelegenheid van het 300-jarig bestaan in 1995 ontving de onderneming het predicaat Koninklijk, en werd de naam Joh's de Kuyper & Zoon BV vervangen door Koninklijke De Kuyper. In hetzelfde jaar werd branchegenoot Erven Warnink B.V. in Middelharnis overgenomen.

## Zinspreuk
Koninklijke De Kuyper voert als zinspreuk Essentia nostra in distillato est, letterlijk Onze essentie is in gedistilleerd, ofwel: Ons diepste wezen ligt in gedistilleerd.

## Familiebedrijf en opvolging
Koninklijke De Kuyper is al sinds 1695 een 100% familiebedrijf. Hiermee is De Kuyper het op zes na oudste familiebedrijf van Nederland. De laatste directeur uit familiekring was R.P.M. de Kuyper (Bob), de oudste van de 10e generatie. In 2009 stelde de familie De Kuyper een externe directeur aan. Ben Semeijns de Vries van Doesburgh nam op 4 november 2009 het roer over van Bob de Kuyper. Remigius (Remy) de Kuyper, een telg van de 11e generatie, is momenteel werkzaam bij de productielocatie in Middelharnis.
Sinds 2015 is Mark de Witte de nieuwe bestuursvoorzitter van Koninklijke de Kuyper. Onder zijn leiding is een groot transformatieproces in gang gezet onder de naam "Own the Cocktail".

## Chronologie
- 1695: Oprichting
- 1729: Verhuizing naar Rotterdam
- 1827: Start export naar West-Europese landen
- 1911: Distilleerderij verplaatst naar Schiedam
- 1920: Ontwikkeling van de eerste likeuren
- 1920: Begin verkopen in het thuisland
- 1932: Opening distilleerderij in Montréal, Canada
- 1934: Opening distilleerderij New Jersey, USA
- 1995: Bij gelegenheid van het 300-jarig bestaan krijgt De Kuyper predicaat 'Koninklijk'
- 1995: Overname van Erven Warnink BV
- 1998: Wereldmarktleider range van likeuren
- 2009: Overname Mandarine Napoléon
- 2011: Overname Rutte
- 2013: Overname van Cherry Heering